# シリル・ゲニック

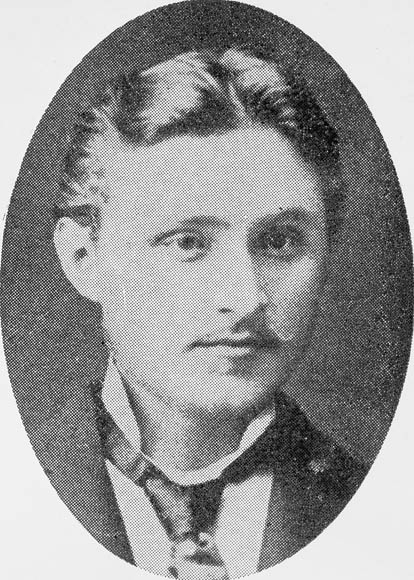
シリル・ゲニック (1857–1925)

シリル・ゲニック（1857年 - 1925年2月12日）はウクライナ系カナダ人の移民代行人である。

## 伝記
シリル・ゲニックは1857年にガリツィア地方、ニシニー、ベレズィーブ村で村長のイワン・ゲニックとアン・ペルソビッチの間に生まれた。ゲニックはコロメヤで勉学を始め、現在イヴァーノ＝フランキーウシクとなっている所へ移り教育課程を修了した。リヴィウで学士号を取得し、1879年にナドヴィールニ郡で教師として採用された。1882年、ゲニックは彼の故郷に戻り学校を創立した。1880年代には製粉ビジネスを創立し、カルパチア・ストアと呼ぶ生産者の協同組合を打ち立てた。1890年には彼が勉学を始めたコロメヤの町会議員に選ばれた。
ある時期ゲニックはカナダへのウクライナ人移民を奨励していたジョセフ・オレスキューに出会った。オレスキューはゲニックにカナダへ移民するウクライナ人の第2集団を送るにあたり、付き添い指導者になってくれないかと頼んだ。ゲニックと妻、4人の子供は64人のウクライナ人集団と共に1896年6月22日、ケベック・シティーに到着した。ゲニックは先ずは移民集団をウィニペグに案内し、その後マニトバ州スチュアート・バーンに導いた。ここは西部カナダにおける最初のウクライナ系カナダ人コミュニティーである。8月にはゲニックはスチュアート・バーンに家を申請したが、すぐにウイニペグに移転した。同じ月にオレスキューはカナダ政府にゲニックを移民代行人として推薦した。ゲニックは9月から必要時の政府の職員として通訳、翻訳などを手掛けた。移民代行人としてゲニックはウクライナ系カナダ移民にケベック市で会い、英語を使用し、伝統的慣習を捨てるよう奨励し、カウンセラーとしてどこでも必要な状況に対応した。ウクライナ人のカナダへの移民が多くなると共にゲニックの仕事は多くなり、1898年にはフルタイムでカナダ政府職員として働き、サラリーを得るようになった。これにより、ゲニックはフルタイムのカナダ政府公務員となった最初のウクライナ人である。
1899年、ゲニックはタラス・シェフチェンコ読書館を家屋内に建て、1903年にカナダにおける最初のウクライナ新聞、Kanadyiskyi farmer (カナディアン農家)を創立した。彼自身、宗教的ではなかったにもかかわらず、キリスト教の宗派はギリシャ正教会やロシア正教会から独立して存在すべきだと考え、ウイニペグの長老派教会と協力し、1903年から1904年にかけて独立ギリシャ教会を創立した。1911年には総選挙があり、彼は自由党を支持したが敗れた。ゲニックは仕事を失い、公的な場から消えた。しばらく米国に移り住んだが、後日ウイニペグに戻り1925年2月12日に逝去した。
ゲニックの死の前後、ウクライナ系カナダ人の中で彼の知名度が高まり、カナダのツアー（皇帝）として知られるようになった。

## 参照
- ティンキャン大聖堂